# Den afrikanske farm
 Denne artikel omhandler romanen Den afrikanske Farm. Opslagsordet har også en anden betydning, se Mit Afrika.
Den afrikanske Farm (eng. Out of Africa) er et memoireværk af Karen Blixen. Hun udgav det under pseudonymet Isak Dinesen 6. oktober 1937 i Danmark og samme år i Storbritannien; samt i USA i 1938). Det handler om de 17 begivenhedsrige år fra 1914 til 1931, hvor Karen Blixen drev en kaffefarm ved bjerget Ngong i Kenya, der dengang indgik i Britisk Østafrika. Værket udgør samtidig en lyrisk meditation over hendes liv og levned fra kaffeplantagen, såvel som en hyldest til nogle af dem, der rørte hendes liv der. Værket giver et levende øjebliksbillede både af  afrikanernes og kolonisternes liv i Kenya under det Britiske Imperium, og naturen og landskabet i det kenyanske højland. Karen Blixen skrev oprindelig bogen på engelsk med titlen Out of Africa og genskrev den efterfølgende på dansk. Karen Blixen fortalte om bogens tilblivelse:
| Citat                                    | Jeg selv har det godt, jeg er [for tiden] i færd med at skrive en bog: Mine erindringer fra Afrika, - og jeg har i grunden en meget lykkelig tid dermed. Nu, da jeg har fået [min tid og mistede tilværelse i Afrika] lidt på afstand, samtidig med at [erindringerne] dog altid er lige levende og nærværende for mig, synes jeg det ville være noget [unikt] at opnå, om jeg kunne komme til at samle det, som der betød noget for mig, og at det kunne blive et slags kunstværk. | Citat |
| – Af brev til Gustav Mohr, 3. juli 1936. | |       |

## Kapitler

### Kamante og Lullu
- Farmen ved Ngong
- Et Kikuyu Barn
- Den Indfødte i Nybyggerens Hus
- En Antilope

### Et Vaadeskuds Historie
- Vaadeskuddet
- I Reservatet
- Wamai
- Wanyangerri
- En Kikuyuhøvding

### Gæster paa Farmen
- De store Danse
- En Gæst fra Asien
- Somali-Kvinderne
- Gamle Knudsen
- En Flygtning sover paa Farmen
- Mine Venner paa Farmen
- En Kavaler som Nybygger
- Vinger

### Af en Emigrants Dagbog
- Vildmarken kom Vildmarken til Hjælp
- Ildfluerne
- Livets Veje
- Esas Historie
- Iguanerne
- Farah og Købmanden i Venedig
- Eliten i Bournemouth
- Om Stolthed
- Okserne
- Om de to Racer
- En Safari i Krigstid
- Swaheli-Regning
- Jeg slipper dig ikke, før du velsigner mig
- Måneformørkelsen
- Negre og Vers
- Om det tusindaarige Rige
- Kitosh' Historie
- Nogle afrikanske Fugle
- Pania
- Esas Død
- Negre og Historie
- Jordskælvet
- George
- Kejiko
- Girafferne rejser til Hamborg
- I Menageriet
- Rejsefæller
- Naturforskeren og Aberne
- Karomenja
- Pooran Singh
- En mærkelig Hændelse
- Papegøjen

### Farvel til Farmen
- Strenge Tider
- Kinanjuis Død
- Graven i Højene
- Farah og jeg sælger ud

## Anmeldelse
Forfatter Tom Kristensen anmeldte Den afrikanske farm i dagbladet Politiken den 6. oktober 1937.

## Filmatisering
Den amerikanske filmproducer Sydney Pollack instruerede i 1985 en filmatisering af værket med titlen Mit Afrika (eng. Out of Africa).

## Fodnoter
1. ↑  Henriksen, Liselotte: Blixikon, Viborg 1999, p. 196.